# Illuvium
Illuvium est un développeur de jeux basé sur la blockchain, concentré sur la création d'un écosystème de jeu sur blockchain interopérable (IBG) sur la blockchain Ethereum. Iluvium a créé trois jeux : Illuvium Overworld, Illuvium Arena et Illuvium Zero. Ces jeux possèdent chacun des actifs que vous, en tant que joueur, possédez et pouvez transférer d'un jeu à l'autre.

## Histoire
Co-fondé par Kieran Warwick, en septembre 2020, Illuvium a commencé le développement d'une plateforme de jeu décentralisée, combinant les caractéristiques d'un jeu de rôle (RPG) en monde ouvert avec un autobattler. Dans Illuvium, les joueurs rencontrent des Illuvials, des créatures pouvant être combattues et capturées. Illuvium propose diverses fonctionnalités liées à la collection et au commerce, s'adressant à la fois aux joueurs occasionnels et aux utilisateurs de la finance décentralisée (DeFi),.